# جاده بلک کریک
جاده بلک کریک (انگلیسی: Black Creek Drive) یک جاده شریانی با چهار خط شمال به جنوب در شهر تورنتو کانادا است که از طریق بزرگراه، جاده وستون و «بلوار هامبر» را با بزرگ‌راه ۴۰۱ انتاریو متصل می‌کند.